# Catasticta tamina
Catasticta tamina is een vlindersoort uit de familie van de witjes (Pieridae), onderfamilie Pierinae.
De wetenschappelijke naam van de soort werd in 1909 gepubliceerd door Röber.